# ファンタジーゾーン
『ファンタジーゾーン』（FANTASY ZONE）は、1986年3月にセガから発売された業務用の横スクロールシューティングゲーム。
任意方向へのスクロールと買い物によるパワーアップシステムに加え、やわらかい曲線と色とりどりのパステルカラーで描かれたグラフィックが特徴。
本記事では、この作品を基に制作された派生作品や#他機種版についても解説する。

## ゲーム内容
8方向レバーと2ボタン（ショット、ボム）で自機のオパオパを操作。左右任意方向スクロール（上下方向にも画面1/5程度の幅で任意スクロールする）が特徴で能動的なプレイを可能にしている。
ラウンド（ステージ）内に点在する10個（ファミコン版では8個）の敵前線基地を全て破壊すると出現するボスキャラクターを倒すことでラウンドクリアとなる。ラウンドは環状に閉じており、左右どちらに進行しても良い。基地の配置は固定だが、任意スクロールを採用しているため敵の攻撃が流動的となっている。基地の場所は画面下部のレーダーで確認できる。未破壊の基地を示す光点が横に連なり、画面内のものが枠で囲まれる。
ラウンド8（最終面）には前線基地が存在せず、ラウンド1から7までに登場したボスキャラクター全てと連戦しすべて倒すことで最終ボスキャラクターとの対決となる。最終ボスを撃破すればエンディングとなり、残機数×100万点+所持金額×10点がボーナスとして加算され、自機1機、所持金0の状態で次の周回へと進む。装備は持ち越される。
本作のあらゆるパワーアップアイテム（「パーツ」と呼ばれる）は、敵を倒すと現れるお金（コイン）を貯め、時々現れる「ショップ風船」（赤い風船に"SHOP"と書かれている）に接触して買い物をすることで入手する。残機（プレイヤーストック）の追加も買い物以外に手段は無い。コインの額面は9段階あり、コインの大きさと書かれた数字（1〜9）でわかるようになっている。特に前線基地の出すコインは高額であるが、ラウンド開始から時間の経過で額面が下がっていく。またボスキャラクターを倒すと体がひび割れて崩れ落ちていき、同時に大量のコインをばらまく。これはラウンドクリアのジングルが流れている間のみ回収する事ができる。

## 装備
オパオパ（自機）は、以下のパーツ（パワーアップアイテム）を装備する事が出来る。同系統のパーツは複数所有していても一度に1種類しか装備出来ない。また、いくら買い溜めをしてもミスをすると購入したパーツは（非装備のものを含め）全て失われてしまう。オパオパの初期装備品名はSMALL WINGS、TWIN SHOT、SINGLE BOMB。

### SPEED UP（スピードアップ）
順番に自機の移動速度が増す。これらの装備は再購入時の値上がりは無い。
| スモールウイング SMALL WING    | スピードレベル1 | 初期装備 |
| ビッグウイング BIG WING        | スピードレベル2 | ＄100    |
| ジェットエンジン JET ENGINE    | スピードレベル3 | ＄1000   |
| ターボエンジン TURBO ENGINE    | スピードレベル4 | ＄10000  |
| ロケットエンジン ROCKET ENGINE | スピードレベル5 | ＄100000 |

### WEAPON 1（ショット系武器）
ツインショット以外は時間制限があり、制限時間を過ぎるとツインショットに戻る。価格は初期状態。
| ツインショット TWIN SHOT  | 自機の前方水平方向へ上下2発1組の弾を発射。                                                                             | 初期装備。 |
| ワイドビーム WIDE BEAM    | 自機の前方水平方向へ縦幅のあるアーチ状のビームを発射。                                                                 | ＄500      |
| レーザービーム LASER BEAM | 自機の前方水平方向へ一定の縦幅のあるレーザーを発射。 ボタン押しっぱなしで絶えず発射し続ける事が可能。                  | ＄1000     |
| 7ウェイショット 7WAY SHOT | 自機の前方へ7発1組の弾を扇状に発射。 広範囲への攻撃だけでなく、敵に接近して7発全弾当てれば、高いダメージを与えられる。 | ＄5000     |

### WEAPON 2（ボム系武器）
弾数制限があるもの（10発まで保有可能。購入価格は1発の価格）は、全て撃ち尽くすとシングルボムに戻る。価格は初期状態。
| シングルボム SINGLE BOMB | 小型のボムを1個ずつ投下。着弾するまで次のボムは発射出来ない。                                                 | 初期装備。 |
| ツインボムズ TWIN BOMBS  | シングルボムを連続で2個まで投下出来る。弾数制限がなく、ミス或いは任意で変更しない限り初期装備に戻る事はない。 | ＄100      |
| スマートボム SMART BOMBS | 弾数制限あり。 瞬時に画面内の敵機・敵弾を爆破する。                                                           | ＄2000     |
| ファイヤーボム FIRE BOMB | 弾数制限あり。 横方向へ火の玉状の貫通弾を発射し敵を破壊する。                                                 | ＄2000     |
| ヘビーボム HEAVY BOMB    | 弾数制限あり。 弾体には "16t" と記された分銅形の貫通弾が縦方向の敵を破壊する。                                | ＄2000     |

### その他
| エキストラシップ EXTRA SHIP | 購入すると残機が1増える。 本作で残機を増やす唯一の手段。 | ＄5000 |

## 設定

### ストーリー
B.G.1422年、惑星間の公式通貨が乱れ、エリダス第9惑星が大恐慌に見舞われた。そして、宇宙協会（スペースギルド）の調査により、何者かがメノン星人を操って外貨を奪い、「ファンタジーゾーン」に巨大要塞を建造していることが判明した。早速オパオパは事態の解決のために「ファンタジーゾーン」へと向かった。

### ステージ構成
| ラウンド | 惑星名                              | 前線基地       | ボス                  | BGMタイトル       |
| -------- | ----------------------------------- | -------------- | --------------------- | ----------------- |
| 1        | PLALEAF（プラリーフ） 緑の惑星      | ドラリンフラー | スタンパロン          | OPA-OPA!          |
| 2        | TABAS（タバスコーダ） 火の惑星      | バイバーブ     | ボランダ              | KEEP ON THE BEAT  |
| 3        | LA DUNE（ラ・デューン） 砂の惑星    | パタートン     | コバビーチ            | SAARI             |
| 4        | DOLIMICCA（ドリミッカ） 超惑星      | ドリンガ       | クラブンガー          | PROME             |
| 5        | POLARIA（ポーラリア） 氷の惑星      | パッカリアン   | ポッポーズ            | HOT SNOW          |
| 6        | MOCKSTAR（モクスター） 雲の惑星     | バルンガ       | ウィンクロン          | DON'T STOP        |
| 7        | POCARIUS（ポカリアス） 水の惑星     | ロリンガ       | IDA-2（アイダ・ツー） | DREAMING TOMORROW |
| 8        | SALFAR（サルファ） 悪霊の凝縮した星 | なし           | パパオパ              | BOSS YA-DA-YO     |

## 敵キャラクター
キリキリ（KIRI-KIRI）
青く丸い形の敵。オパオパに向かってまっすぐ進んで突然Uターンをして去る。 ラウンド1とラウンド7では前衛基地から出てくる。
ムーコロン（MOOCORON）
黄色い体に短い手足がついた形の敵。数体が縦に並んで出現し、オパオパの方向に来る。倒すと1体毎にコインを落とす。
ボッタコ（BOTTACO）
丸い体の外周に8つのごく短い脚がついた形の敵。オパオパの斜め前の上下からやってきて、ブーメランのように後ろを回って戻っていく。
クロン（CLON）
ディフォルメした戦闘機のような形の敵。キリキリと似た軌道を描いて飛んでいくが少し速い。数機が縦に並んで登場することもある。ラウンド5では前衛基地から出てくる。
ソーサン（SAWSANG）
緑色のやっとこのような形状の敵。編隊を全滅させると、最後に倒したものがコインを落とす。
チャンバ（CHANBA）
正面から見た鳥のような形状の敵。弾を撃ちながら上方へ飛んでいく。ラウンド2で前衛基地から出てくる。
ハナメ（HANAME）
青い花のような形状の敵。編隊を組み前方から蛇行しながら飛来する。時間が経つと編隊の数が増える。
シーソール（SEESOWL）
白いバラの花のような形状の敵。4機編隊で円形に陣を組み前方より飛来し、回転しつつ円陣の径を大小に変化させながらオパオパに近付いて来る。 編隊を全滅させると、最後に倒したものがコインを落とす。
ボテリン（POTERIN）
黄色い体の後方にジェットエンジンのノズルがついたような形の敵。前方から縦方向に並んだ数機編隊で出現し、オパオパの方向にまっすぐ速度を上げ下げしながら飛んで来る（編隊単位で見ると縦方向に波打つような動き）。
アスオム（EATHWOM）
黄色く短い棒状の形の敵。16方向にゆっくりと移動しながらオパオパを囲むような感じで近付いて来る。倒すと1体毎にコインを落とす。
ボルボル（BOL-BOL）
2本の脚があり、地面をスクロールについて歩く。時々真上に飛び跳ねる。ラウンド3で前衛基地から出てくる。
メカフィッシュ（MECHAFISH）
目の大きい魚のような形状をしている。10機の三角形型の編隊を組み、蛇行しながら前方より飛来し一定間隔で編隊が一斉に弾を撃ってくる。
ゴロ（GORO）
茶色い3つの球が三角形に並んだ形状の敵。オパオパの後方、画面端に上から現れ、ぐるぐる回りながら弾を撃ち続ける。 スクロールについて来る。
シャトブー（SHUTTBOO）
上から見た飛行機のような形状の敵。小刻みに直角に動きながらオパオパに接近する。 倒すと1体毎にコインを落とす。
エフザブ（EFZAB）
赤と青の2色に塗り分けられた円盤形の敵。オパオパのいる高さまで上昇し、同じ高さになったら猛突進してくる。 ラウンド4で前衛基地から出てくる。
オニャンマ（ONIYANMA）
青い体で左右に球体がついたような形状の敵。8〜12機前後の編隊を組み、横からやってきて、オパオパの手前で斜め下方へ曲がる。
スクエル（SCUAL）
青い球体と黄色い十字形を重ねたような形状の敵。オパオパの後方、画面端の下付近から現れ、半円を描きながら弾を撃ちながら上に消える。 スクロールについて来る。
リクル（RHICREW）
ドリルのような形状の敵。画面中央付近に単独で飛来し、縦に8体に分裂→結合を繰り返して反対側に消える。
ボント（VONT）
楕円形の体に青い2つの球がついたような形状の敵。8体が画面上方から扇形に現れ、画面下に向かって集結。集結後、端の6体は地上をスレスレを飛び去る。
ビリアン（BILLIAN）
黄色い四角形のような形状の敵。画面中央付近に現れた後、短く直線的に動きながら、停止の瞬間に弾を撃ちそのまま上方へ上がっていく。
サヤサヤ（SAYA-SAYA）
緑色の球体が3つ連なったような形状の敵。8体が斜めに編隊で正面から現れ、真直ぐ形を変化させながら画面を横切る。
ジェリイ（JULLY）
銀色のクラゲのような形状の敵。無数の編隊が横方向に並んで下方向に蛇行し、途中で反転して今度は上方向に蛇行しながら移動。
ポヨン（POYONG）
黄色い体の外周にいくつもの目玉がついたような形状の敵。フラフラと蛇行しながら弾を撃ち、オパオパを囲むような感じで迫ってくる。ラウンド6で前衛基地から出てくる。
パタパタ（PATA-PATA）
小鳥のような形状の敵。画面端の上方から編隊を組んで出現し、大きく8の字を描くように直線的に飛び去る。

### 敵キャラクターの出現ラウンド
※は前線基地より出現。
| ラウンド | 1                                                       | 2                                                                      | 3                                                                | 4                                                                           | 5                                                            | 6                                                                  | 7                                                                         |
| -------- | ------------------------------------------------------- | ---------------------------------------------------------------------- | ---------------------------------------------------------------- | --------------------------------------------------------------------------- | ------------------------------------------------------------ | ------------------------------------------------------------------ | ------------------------------------------------------------------------- |
| 敵名     | - キリキリ※ - クロン - ムーコロン - ソーサン - ボッタコ | - キリキリ - ボテリン - シーソール - アスオム - フローアイ - チャンバ※ | - クロン - シーソール - エムエフ - シャトブー - ゴロ - ボルボル※ | - キリキリ - リクル - ビリアン - ボント - スクエル - オニャンマ - エフザブ※ | - クロン※ - シャトブー - ゴロ - リクル - サヤサヤ - ジェリイ | - ムーコロン - ボテリン - エムエフ - ビリアン - スクエル - ポヨン※ | - キリキリ※ - ソーサン - アスオム - ボント - サヤサヤ - ポヨン - パタパタ |

### ボスキャラクター
ボスキャラクター戦では、1周目ラウンド5までは自機の向きが右向きに固定されるが、ラウンド6以降（2周目以降は最初のラウンドから）は向きが固定されなくなる。また、1〜5ラウンドのボスは、出現から一定時間経過すると、オパオパを押し潰すように迫ってくる。
ラウンド1「スタンパロン」（STUNPALON）
太く短い切り株をモチーフにしたボスキャラクター。口から木の葉型の弾を吐き出す。オパオパが画面右側にいると弾が後方から跳ね返ってくる。口の中が弱点。
ラウンド2「ボランダ」（VOLANDA）
花をモチーフにしたボスキャラクター。フラスコ状の本体（顔）の周りに、大小2種類の互い違いの方向に回転する8個ずつの球形の花弁を持つ。本体は静止しており、本体上の口から種を上方に撒き散らして画面全体に降らせる。外側の黒い花弁の隙間から内側の緑色の花弁を攻撃し、全て壊すと倒せる。
セガ・マークIII版では内側の花弁が3個、外側が12個になっている。また外側の花弁は回転せず、その代わり本体が上下移動する。
ラウンド3「コバビーチ」（COBABEACH）
丸い本体（顔）の左側に9門の砲塔が並んだボス。常に上下に移動しており、上の砲塔から順番にレーザーを発射してくる。また砲塔を壊していくと徐々に発射のタイミングが速くなっていく。砲塔を全て壊すと倒せる。
ラウンド4「クラブンガー」（CRABUMGER）
多数の節で構成された上下2本の触手を持つボス。触手を縦横無尽に動かし、先端のハサミから無数に弾を発射する。触手を撃って全ての節を赤くすると倒せる。
ラウンド5「ポッポーズ」（POPPOOS）
鳩と雪だるまを合わせたような姿をした、本作において唯一集団で登場するボス。同じ形で大きさの異なる個体が縦一列に、最前列から小型8体・中型4体・大型2体・超大型1体という配置で編隊を組んで現れ、嘴から雪玉のような白い弾を撃つ（2列目以降の個体は自分の前の2体が倒されると攻撃を始める）。耐久力と出す弾の数は後列に行くほど増加する。前の列を全て倒さないと次の列にはダメージを与えられない（ただしボス戦開始から一定時間経過後はこの制限が外れる）。
ラウンド6「ウィンクロン」（WINKLONE）
1個の目玉を中心として渦巻き雲の列が周囲6方向に伸びているボス。その画面いっぱいに伸ばした渦の列を、風車のように時計回りに、徐々に速度を上昇させて回転させる。中心の目玉が弱点だが、攻撃を当てると瞬きし、その瞬間だけ無敵になる。また、どんな攻撃でも与えるダメージは同一。
ファミリーコンピュータ版ではハードウェアの制約から渦の列が3本に減っている代わりに、回転速度の上昇が速い。
3DS版では隠し要素として、この渦3つのウィンクロンを登場させることが可能である。こちらも回転速度の上昇が速くなっている。
ラウンド7「IDA-2」（アイダ・ツー）
四角い顔だけのボス。自らの体を30個（縦5個×横6個）のパーツに分割して、拡散と収束を繰り返す。収束地点は拡散完了時のオパオパの座標で、当たり判定は収束している時にのみある。拡散・収束のサイクルは次第に速くなる。なおPlayStation 2版では3Dポリゴンを使用している点を活かし、水平方向に回転しながら拡散と収束を繰り返すようになっている。
ネーミングは同社の3Dシューティングゲーム『スペースハリアー』に出てくる敵キャラクター「IDA（アイダ）」に由来するが、実際にモチーフになっているのは同じスペースハリアーに登場した「シュラ」である。
ラウンド8「ネノン虫&オパパ」（OPA-PA and NENON insect）
ラウンド1から7までに登場したボスキャラクターとの連戦をクリアした後に登場する。その正体は行方不明だったオパオパの父親のオパパ。弾は放たないが、内部に寄生した青いネノン虫6体が、1体ずつ触手のように伸びて攻撃してくる。6体はそれぞれ異なる行動パターンを持ち、ネノン虫の通った跡は壁となって通り抜けできない。
4体目まではオパオパの動きに関係なく固定されたルートを描き、5体目は画面端に到達する度にオパオパと水平方向を合わせるように追尾、6体目は水平・垂直方向のどちらかがオパオパと合ったら方向転換して追尾してくる。6体目はオパオパのよけ方次第でネノン虫を触手の壁で自滅させるか、触手の壁でネノン虫を寄って来させないようにすることが可能。耐久力とスピードは後の物ほど増加する。

## 他機種版
稼働開始から約四半世紀の間、多くのコンシューマゲーム機やパソコンなどに対して、セガ自身も含む複数のメーカー・開発チームを経由して移植され、続編・姉妹作・スピンオフといったゲームも制作された。また、プレイヤーキャラクターの「オパオパ」は、 1991年の『ソニック・ザ・ヘッジホッグ』ヒット後こそ頻度は少なくなったものの、セガのイメージキャラクターとして、様々なゲームへのカメオ出演の他、セガのアミューズメント施設などの配布物にも登場している。

### 一覧
| No. | 発売日                                                    | 対応機種                                                     | タイトル                                                                   | 開発元                  | 発売元                | メディア                           | 型式                          | 売上本数 備考                                                                     |
| --- | --------------------------------------------------------- | ------------------------------------------------------------ | -------------------------------------------------------------------------- | ----------------------- | --------------------- | ---------------------------------- | ----------------------------- | --------------------------------------------------------------------------------- |
| 1   | - 1986年6月15日 - 1986年 - 1986年                         | セガ・マークIII                                              | ファンタジーゾーン                                                         | セガ                    | セガ                  | 1メガビットロムカセット            | - G-1301 - 5052 - 5052        | -                                                                                 |
| 2   | - 1987年3月21日                                           | MSX                                                          | ファンタジーゾーン                                                         | ポニー                  | ポニー                | 1メガビットロムカセット            | R55X5812                      | -                                                                                 |
| 3   | - 1987年7月20日                                           | ファミリーコンピュータ                                       | ファンタジーゾーン                                                         | サンソフト              | サンソフト            | 1メガビット+64キロRAM ロムカセット | SS8-5300                      | -                                                                                 |
| 4   | - 1988年10月14日 - 1989年                                 | PCエンジン                                                   | ファンタジーゾーン                                                         | ビッツラボラトリー      | NECアベニュー         | 2メガビットHuCARD                  | - H49G-1001 - TGX020017       | -                                                                                 |
| 5   | - 1989年                                                  | NES                                                          | FANTASY ZONE                                                               | テンゲン                | テンゲン              | ロムカセット                       | -                             | -                                                                                 |
| 6   | - 1989年8月4日                                            | X68000                                                       | ファンタジーゾーン                                                         | マイコンソフト          | 電波新聞社            | 5.25インチ2HDフロッピーディスク    | DP-3205012                    | -                                                                                 |
| 7   | - 1997年2月21日                                           | セガサターン                                                 | SEGA AGES ファンタジーゾーン                                               | ゲームのるつぼ          | セガ                  | CD-ROM                             | GS-9136                       | -                                                                                 |
| 8   | - 1998年10月9日                                           | Windows（9x/Me）                                             | セガ メモリアルセレクション                                                | セガ                    | セガ                  | CD-ROM                             | -                             | セガサターン版の移植                                                              |
| 9   | 前編：- 2001年7月16日 後編：- 2001年8月6日                | 503iシリーズ （iアプリ）                                     | ファンタジーゾーン〜ボスの逆襲〜! ソニックカフェ                           | ソニックチーム          | セガ                  | ダウンロード                       | -                             |                                                                                   |
| 10  | - 2002年7月31日                                           | Jフォン51専用                                                | ファンタジーゾーン セガエイジス                                            | セガ                    | セガ                  | ダウンロード                       | -                             |                                                                                   |
| 11  | P1:- 2002年10月28日 P2:- 2003年1月30日 P3:- 2003年3月31日 | W41H、W41CA、W41T、neon （EZアプリ）                         | ファンタジーゾーン セガエイジス                                            | セガ                    | セガ                  | ダウンロード                       | -                             | -                                                                                 |
| 12  | - 2003年8月28日                                           | PlayStation 2                                                | セガエイジス2500シリーズVol.3 ファンタジーゾーン                           | シムス                  | 3Dエイジス            | CD-ROM                             | SLPM-62366                    | アレンジ移植                                                                      |
| 13  | - 2007年4月18日                                           | FOMA903i、902i、901i、900i、703i （iアプリ）                 | ファンタジーゾーン セガエイジス                                            | セガ                    | セガ                  | ダウンロード                       | -                             |                                                                                   |
| 14  | - 2008年3月11日 - 2008年4月14日                           | Wii （バーチャルコンソール）                                 | ファンタジーゾーン                                                         | セガ                    | セガ                  | ダウンロード                       | -                             | セガ・マークIII版の移植。 2019年1月31日 配信・販売終了                            |
| 15  | - 2008年9月11日                                           | PlayStation 2                                                | セガエイジス2500シリーズVol.33 ファンタジーゾーン コンプリートコレクション | エムツー ※ 移植開発担当 | セガ                  | CD-ROM                             | -                             | -                                                                                 |
| 16  | - 2009年2月10日 - 2009年2月20日                           | PLAYSTATION 3 Xbox 360                                       | Sonic Ultimate Genesis Collection                                          | Backbone Entertainment  | セガ                  | Blu-ray Disc DVD-ROM               | PS3：BLUS-30259 XB：68034     | エクストラゲーム（隠しタイトル）での収録                                          |
| 17  | - 2014年3月19日 - 2015年2月12日                           | ニンテンドー3DS                                              | 3D ファンタジーゾーン オパオパブラザーズ                                   | エムツー                | セガ                  | ダウンロード                       | -                             | -                                                                                 |
| 18  | - 2014年4月16日                                           | PlayStation 3 （PlayStation 2アーカイブス）                  | セガエイジス2500シリーズVol.33 ファンタジーゾーン コンプリートコレクション | エムツー                | セガ                  | ダウンロード                       | -                             | CD-ROM版のバグを修正                                                              |
| 19  | - 2014年12月18日                                          | ニンテンドー3DS                                              | セガ3D復刻アーカイブス                                                     | エムツー                | セガ                  | ニンテンドー3DS専用カード          | -                             | 『3D ファンタジーゾーン オパオパブラザーズ』の移植                                |
| 20  | - 2015年12月23日                                          | ニンテンドー3DS                                              | セガ3D復刻アーカイブス2                                                    | エムツー                | セガゲームス          | ニンテンドー3DS専用カード          | -                             | セガ・マークIII版のアレンジ移植 デフォルトではプレイ不可                          |
| 21  | - 2019年11月28日                                          | Nintendo Switch                                              | SEGA AGES ファンタジーゾーン                                               | エムツー                | セガゲームス          | ダウンロード                       | -                             | アーケード版の移植                                                                |
| 22  | 2020年3月19日                                             | PCエンジン mini TurboGrafx-16 mini PC Engine CoreGrafx mini  | ファンタジーゾーン                                                         | エムツー                | KDE ※ 本体の発売元    | プリインストール                   | -                             | PCエンジン版の移植 本体にあらかじめ収録された約50タイトルの1つ                    |
| 23  | 2020年12月17日                                            | アストロシティミニ                                           | ファンタジーゾーン                                                         | 瑞起 ※ 移植開発担当     | セガトイズ セガ(販売) | プリインストール                   | -                             | アーケード版の移植 本体にあらかじめ収録された約36タイトルの1つ                    |
| 24  | 2023年11月9日                                             | PlayStation 4 PlayStation 5 Xbox One Xbox Series X/S Windows | LOST JUDGMENT 裁かれざる記憶                                               | セガ第一CS研究開発部    | セガ                  | BD-ROM ダウンロード                | PS4 PLJM-16878 PS5 ELJM-30067 | マークIII版の移植 ミニゲームとして収録                                            |
| 25  | INT 2022年10月27日                                        | メガドライブ ミニ2 SEGA Genesis Mini 2                       | ファンタジーゾーン                                                         | エムツー                | セガ                  | プリインストール                   | HAA-2524 MK-16310             | 完全新規制作(移植) 基本収録作品群とは別に用意された「ボーナスタイトル」として収録 |
| 26  | 2023年11月9日                                             | PlayStation 4 PlayStation 5 Xbox One Xbox Series X/S Windows | 龍が如く7外伝 名を消した男                                                 | セガ第一CS研究開発部    | セガ                  | BD-ROM ダウンロード                | PS4 PLJM-17288 PS5 ELJM-30348 | マークIII版の移植 ミニゲームとして収録                                            |
| 27  | 2025年2月21日                                             | PlayStation 4 PlayStation 5 Xbox One Xbox Series X/S Windows | 龍が如く8外伝 Pirates in Hawaii                                            | セガ第一CS研究開発部    | セガ                  | BD-ROM ダウンロード                | -                             | マークIII版の移植 ミニゲームとして収録                                            |

### 各機種版の特徴
敵に出現に関してはセガ・マークIIIおよびMSX版、ファミリーコンピュータ版とそれ以外に大別される。※は前線基地から出現。
| ラウンド | ラウンド                                                     | 1                                                         | 2                                                                      | 3                                                                | 4                                                                           | 5                                                            | 6                                                                  | 7                                                              |
| -------- | ------------------------------------------------------------ | --------------------------------------------------------- | ---------------------------------------------------------------------- | ---------------------------------------------------------------- | --------------------------------------------------------------------------- | ------------------------------------------------------------ | ------------------------------------------------------------------ | -------------------------------------------------------------- |
| 敵名     | - PCエンジン版 - X68000版 - セガサターン版 - PlayStation 2版 | - キリキリ※ - クロン - ムーコロン - ソーサン - ボッタコ   | - キリキリ - ボテリン - シーソール - アスオム - フローアイ - チャンバ※ | - クロン - シーソール - エムエフ - シャトブー - ゴロ - ボルボル※ | - キリキリ - リクル - ビリアン - ボント - スクエル - オニャンマ - エフザブ※ | - クロン※ - シャトブー - ゴロ - リクル - サヤサヤ - ジェリイ | - ムーコロン - ボテリン - エムエフ - ビリアン - スクエル - ポヨン※ | - キリキリ※ - ソーサン - アスオム - ボント - サヤサヤ - ポヨン |
| 敵名     | - マークIII版 - MSX版                                        | - キリキリ※ - ムーコロン - ソーサン - ボッタコ - サヤサヤ | - クロン - ボテリン - シーソール - アスオム - チャンバ※                | - ゴロ - ボント - オニャンマ - ポヨン※ - パタパタ                | - ゴロ - シャトブー - フローアイ - スクエル - エフザブ※                     | - ソーサン - クロン - ボント - エムエフ - ジェリイ※          | - ボテリン - アスオム - スクエル - ジェリイ※ - ビリアン            | - シーソール - ポヨン※ - パタパタ - エムエフ - リクル          |
| 敵名     | - ファミリーコンピュータ版                                   | - キリキリ※ - クロン - ムーコロン - ソーサン              | - キリキリ - クロン - ボテリン - シーソール - アスオム - チャンバ※     | - クロン - エムエフ - シャトブー - ゴロ - ボルボル※              | - キリキリ - リクル - ビリアン - ボント - スクエル - オニャンマ - エフザブ※ | - クロン※ - シャトブー - ゴロ - リクル                       | - ムーコロン - ボテリン - エムエフ - ビリアン - スクエル - ポヨン※ | - キリキリ※ - ソーサン - アスオム - ボント - サヤサヤ - ポヨン |

また、パパオパに関しては家庭用移植版の取扱説明書などでは「???」と表記されている。
セガ・マークIII版
マークIII用ゴールドカートリッジ第1弾として発売された。アーケード版のリリース前から開発がスタートしており、コンシューマ移植作としては非常に早いタイミングで発売されている。
ハードウェアの性能に合わせ、グラフィックはアーケード版を踏襲しつつ新たに描き起こされている。基地は背景として描画されているためアニメーションしない。システム面では「ラウンド4と6のボスの差し替え」「レーダーの削除」「基地の数が6個」といった変更があり、ボス戦は、通常のステージとは別に、単色の背景がバックとなっている。また、レーザービームの威力が低くなった分、価格も変更されている。
ラウンド4「ウルトラスーパービッグマキシムグレートストロングトット」（U.S.B.M.G.S.TOT）
巨大な魚型のボス。オパオパを特定の位置まで遅いスピードで追尾しながら、大きく開いた口の上下の顎に並んだ歯を飛ばしてくる。近づくと後退する。口の奥で出し入れしている舌が弱点。
後にアーケードのメダルゲーム版『メダルdeファンタジーゾーン』にも、ボスラッシュ中限定のボスとして再登場した。
ラウンド6「dz・デノ・ローマ」（DZ.DENO.ROMA）
亀型のボス。地上を前後に移動しながら、弱点の頭を一定周期で甲羅に出し入れし、甲羅から放物線状に青い高速弾を放つ。オパオパが後ろにいると遅いスピードで特定の位置まで近づいてくるが、近づくと後退する。名前の由来はドラマ『スチュワーデス物語』で登場する台詞「ドジでノロマなカメ」から。
ゲームオーバー時の背景色が黒から緑色に変更されているなど仕様に細かく差異のある2種類のバージョンがあり、最初のバージョンは、ラウンド7のボスの耐久力が周回を重ねると異常に高くなる現象が起こる。
4種類のエンジンを買い揃えるとWEAPON 1の秒数制限が無くなる裏技があった。さらに、一つ買うとSOLD OUT（売り切れ）になるエンジンを複数買う裏技もあり、安いビッグウイングを4つ買って武器を無制限にすることもできた。
2008年3月11日よりWiiのバーチャルコンソールで配信開始。2019年1月31日をもって配信終了。
MSX版
マークIII版をベースとして開発された。移植された機種の中でもハードウェア的な制約が最も厳しかったものであり、ラウンド5と7のボスの攻撃も変更されている。
ファミリーコンピュータ版
上下にもスクロールする、基地が動く、レーダーがある、全てのボスを再現しているなど、上記2作と比較しよりアーケード版に近い仕様を実現している。ボスキャラクターが登場すると背景が消える点は上記2作と同様。基地の数は8個。
ラウンド7のボスは拡散・収束のサイクルは次第に速くなるのは同じだが拡散・収束のサイクルがアーケード版より圧倒的に早くなる。
ファイアボムが、通常ボムしか出ない・基地にボムを当てた後本来の炎が出る・基地に当てると着弾点から炎が出る・ボスには炎が出せない等、数々の不安定な挙動を示すバグがある。
Nintendo Entertainment System版
上記のファミリーコンピュータ版とは別に、日本以外で販売された移植作。グラフィックの色彩やBGMの音色の違い、基地の数が6個になっている、一部のパーツの性能がオミットされている、などの細かな差異がある。
PCエンジン版
PCエンジンのハードスペックを生かし、グラフィックに関しては従来の移植作よりもアーケード版に近いレベルを再現した。家庭用ハードの移植版で、ボス登場時に背景が消えないのは本作が初。ただしBGMやSEなどサウンド関連は、先行販売の他機種版よりも完成度が低いという評価が非常に多かった。
X68000版
完全移植に加え、『スペースハリアー』をモチーフとした隠しラウンド「DRAGON LAND」が存在する。各ラウンドにおいて、レーダー右端からラウンド数番目の基地を最初に破壊するとアルファベットコインが出現し、全て集めて「HARRIER」の文字を完成させると、ラウンド8の前に隠しラウンドが始まる。他にもゲームのリプレイが残せるトレースプレイやJAPAN／USAバージョン切り替え、ノーマルBGM／アレンジBGMへの切り替え、ファミコン3Dシステム（要改造）など立体視端子に接続した3Dメガネによる3D表示への対応など、多数の追加要素が存在する。
スペースハリアーの様々な敵がボスラッシュのように登場。最初にビンズビーンが通過した後、オクトパス、テトラ、ローリーズ、最後にアイダに護られたバーバリアンが登場する。
X68000版追加ラウンド
| ラウンド | 惑星名      | 前線基地   | ボス     | BGMタイトル               |
| -------- | ----------- | ---------- | -------- | ------------------------- |
| 8        | DRAGON LAND | スタンレイ | 詳細下記 | HARRIER STAGE[7][注釈 17] |

セガサターン版『セガエイジス ファンタジーゾーン』
この世代の家庭用ハード機で、初めて完全移植が実現したとされる。各種設定の変更や、リプレイデータの保存再生、日本国外バージョンの収録など様々な要素も追加。おまけとして1面BGMを元とした歌も収録されている。
なおラウンド開始時に表示される曲名で"KEEP ON THE BEST"と誤っている件はセガサターン版では設定で"KEEP ON THE BEAT"の表示に修正可能
Windows（9x/Me）版
『セガ メモリアルセレクション』に、『ペンゴ』『フリッキー』と共に収録。内容はセガサターン版と同等となっている。
PlayStation 2版『セガエイジス2500シリーズVol.3 ファンタジーゾーン』
オリジナル版の完全移植ではなくアレンジ移植。ゲームシステムは変わらないがオブジェクトが全て3Dポリゴンで描画されており、ラウンド開始時などにカメラアングルの変化といった演出も用いられる。モデリングされたキャラクターをカメラアングルを変えて鑑賞できるモードもある。ゲーム中に獲得した資金で新たな武器やオプション設定、追加ラウンドなどを購入できる「チャレンジモード」を搭載。
PlayStation 2版セガエイジス2500シリーズ 追加ラウンド
| ラウンド | 惑星名                   | 敵名                                                                                | 前線基地   | ボス      | BGMタイトル  |
| -------- | ------------------------ | ----------------------------------------------------------------------------------- | ---------- | --------- | ------------ |
| 8        | ドーンダスク（DAWNDUSK） | - ボッタコ - シーソール - オニャンマ - サヤサヤ - ヒトデナシ - バリンゴ※ - ボンジリ | グルーチェ | SKAROTTEN | SUNSET TEARS |
| 9        | アポカル（APOCHAL）      | - ハナメ - スクエル - ボント - ビリアン - ゲムブシ※ - チェミラー - デンデン         | エガータン | POGANEL   | HAPPY CHAOS  |
| 10       | キャビアン（CAVIAN）     | - シーソール - アスオム - ゴロ - オニャンマ - リクル - アンデス※                    | ピカボ     | METISTUTA | CRYNICAL     |
| 11       | デプーブル（DEPOOBLE）   | - ソーサン - エムエフ - ジェリイ - ポヨン - ヒトデナシ - キッコー※                  | パルシェ   | PICKON    | CORAL SONG   |
PlayStation 2版セガエイジス2500シリーズ 追加敵キャラクター
ヒトデナシ（HITODENASHI）
ヒトデのような形状の敵。
バリンゴ（BARINGO）
円形のような形状の敵。回転しながら真ん中が割れる。
ボンジリ（BONZIRI）
矢のような形状の敵。
ゲムブシ（GEMBSHI）
歯車が大1小2のような形状の敵。
チェミラー（CHEMIRROR）
菱形のような形状の敵。6機の三角形型の編隊を組み、蛇行しながら前方より飛来し一定間隔で編隊が一斉に弾を撃ってくる。
デンデン（DEN-DEN）

（RUKPA）

アンデス（ANDES）
回りながら弾を撃ってくる。
キッコー（KIKKO）

（CARDLO）

PlayStation 2版セガエイジス2500シリーズ 追加ボス
ラウンド8 「SKAROTTEN」「スカロッテン」
頭の下に、4つのパーツがトーテムポールのように重なった形状をしているボス。各パーツの左右にある糸のついた目玉を左右に伸ばして攻撃する。頭は弾を撃ち、パーツを壊すごとに弾の量が増える。
下のパーツをすべて破壊すると、頭が弾を撃ちながら左右方向中心に動き出してくる。
ラウンド9「POGANEL」「ポガーネル」
円盤型の本体の外周に8つの砲台と、それを覆う4つのカバーがついているボス。カバーを反時計回りに回転させつつ、カバーの隙間に来た砲台から弾を撃つ。砲台を全て壊すと倒せる。砲台を壊していくと弾が青い弾に分裂するようになる。分裂の前の弾のみ、攻撃すると消滅させることができる。
ラウンド10 「METISTUTA」「ミティスタ」
破壊不可能な無数の正二十面体の形状をした薄緑色の鉱石を、ほぼ一画面を覆う程に幾重にも張りめぐらせているボス。本体を中心に鉱石を互い違いにゆっくり回転させ、接近や攻撃を阻む。
鉱石の動きは、一旦止まった後逆向きに回転したりもする。少し小さいオレンジ色の鉱石は常に動いており、この鉱石以外と本体には当たってもミスにならず、跳ね返されるだけ。中心の本体が弱点で、本体の周囲は8つの鉱石に守られており、1カ所だけある隙間から狙わなければならない。
ラウンド11 「PICKON」「ピクコン」
体の四隅に、小刻みに左右に動いて攻撃を弾く真珠を装備したボス。上下に浮遊しつつ画面手前にジャンプして地面に体当たりしては戻ってくる動きを繰り返し、画面下からフラフラと揺れながら上方へ流れていく無数の泡のような弾を湧きあがらせる。
PlayStation 2版セガエイジス2500シリーズ 追加装備（価格は初期状態）
「イビルウィング」（EVIL WINGS）＄200000
ロケットエンジンを更に上回るスピードを持つ。
「バリア」（BARRIER）＄20000
敵の攻撃を一定量防ぐ。
「ワイルドビーム」（WILD BEAM）＄10000
武器の特性はワイドビームと同じだが、攻撃範囲が7WAYショット並みになっている。時間制限あり。
「14ウェイショット」（14WAY SHOT）＄40000
左右同時に7WAYショットを撃つ。時間制限あり。
「グラビティボム」（GRAVITY BOMBS）＄50000
ヘビーボムを画面全体（正確には10発ほど横一直線）に放つ。弾数制限あり。
「インフィニットスマートボム」（∞SMART BOMB）＄50
スマートボムを無限に撃てる。

ケータイサイト セガエイジス版
iモード、Yahoo!ケータイ、EZwebなどの携帯アプリ用に配信された移植版。
PlayStation 2版『セガエイジス2500シリーズVol.33 ファンタジーゾーン コンプリートコレクション』
『セガエイジス2500シリーズ』の最終作。アーケード版、セガの家庭用ハードで発売された移植版、その他の関連作品、新規に作成したリメイク版などを収録した、この世代機種の集大成とも言える。収録作品は下記のリストを参照。なお、エミュレーターによる動作の確認が不完全であり、本作に収録されているアーケード版には、本来エンディングでオパオパの父親が流すはずの涙が流れないというバグが存在する。後に配信開始されたPlayStation 2アーカイブス版では、このバグは修正されている。
収録作品リスト
1. ファンタジーゾーン
  - アーケード（セガ・システム16）版 計4バージョン
  - セガ・マークIII版 計2バージョン
  - ネオクラシック版（後述）

2. ファンタジーゾーンII オパオパの涙
  - セガ・マークIII版
  - アーケード（システムE）版
  - SYSTEM16風 リメイク版（後述）

3. ファンタジーゾーンGear オパオパJr.の冒険（ゲームギア）
4. スーパーファンタジーゾーン（メガドライブ）
5. オパオパ
  - アーケード（システムE）版
  - セガ・マークIII版
  - 日本国外版（Sega Master System、タイトルは"FANTASY ZONE THE MAZE"）

6. ギャラクティックプロテクター（セガ・マークIII）

ファンタジーゾーンII SYSTEM16風 リメイク版
「もしも『ファンタジーゾーンII』が、当時のアーケード基板のSYSTEM16上で開発されていたとしたら?」というコンセプトのもと、現代において実際にSYSTEM16の開発環境上で制作されたもの。詳細は該当項目を参照。
ファンタジーゾーン ネオクラシック版
ファミリーコンピュータ版をベースとしたアレンジバージョン。元の仕様（ドットパターンやアルゴリズム）をそのまま再現した上で、サウンドを波形メモリ音源でアレンジ、グラフィックの色数を増やし、またボス戦でも一枚絵ながら背景を表示させている。
なお、デフォルトでは選択不可で、ある入力をする必要がある。

Xbox 360版/PS3版
北米のみで発売された"Sonic Ultimate Genesis Collection"に、隠しタイトルとして収録。
以下の移植版ではゲーム本編の上位システムに「途中セーブ/ロード」機能が実装されており、ゲームクリアへ向けて「コツコツプレイ」がし易くなっている。 
ニンテンドー3DS版『3D ファンタジーゾーン オパオパブラザーズ』
ダウンロード配信専用ソフト。セガ3D復刻プロジェクト通算第10弾（2期第2弾）。アーケード版（新旧2バージョン）をベースに完全3D立体視対応。4:3、フル画面（ニンテンドー3DSの画面比に引き延ばしたもの）、ブラウン管のゆがみを3Dで再現したクラシック画面の3タイプから選択できる。さらにゲーム中の累計コイン獲得数を「コインストック」として記録し、様々な隠しモードや設定に使用する。
隠しモードの1つ「ウパウパモード」は、オパオパの弟の「ウパウパ」が主人公で、任意のタイミングで自由にパーツを装備できるが使用中リアルタイムで貯金（コインストック）が消費されていく方式となり、最終ボスはオパオパとウパウパの母に変更されている。
他の隠し要素として、特定の条件を満たすとラウンド4と6でマークIII版のボスが登場する。またどちらとも条件によってはさらに行動パターンなどが異なる色違いが出現する場合もある。
ラウンド4のボスはクラブンガーが画面右端から出てきて膨らみかけたところを背後から突き飛ばして登場する。常に上下に動いており、追尾時は左右にしか動かない。
ラウンド6のボスはウインクロンの目玉が画面左端から出てきた所を真上から落下してきて押しつぶして登場する。また、甲羅などのデザインがマークIII版のものとは少々違っている。また、空中に浮くようになったため、下を通る事が可能になり、体の前後どちらからも頭を出すようになったほか、ボス自身はオパオパの位置に関わらず画面中央やや下に位置して細かく上下に動くパターンになっている。ダメージを与えるとすぐに頭を引っ込める。ちなみに地面に張り付いていない理由は、背景のスクロールの関係により再現できなかったためである。
コレクションソフト『セガ3D復刻アーカイブス』にも収録。
ニンテンドー3DS『セガ3D復刻アーカイブス2』収録 『セガ・マークIII版 ファンタジーゾーン』
コレクションソフト『セガ3D復刻アーカイブス2』に、前作『セガ3D復刻アーカイブス』をプレイしているとロックが解除される隠し要素として、マークIII版の移植を収録している。新旧2バージョンに切り替えが可能な他、追加要素として簡易3D化を新規に施し、オリジナルにはなかったFM音源のBGM・SEに切り替えが可能。FM音源は並木学と春日達彦が担当。PSG音源のアレンジでは無く、アーケード版のBGMを再現する曲調となっている。
前作開発時点で試験的に動作可能な段階まで開発が進んでいたが、作業量の上限や「既に3D立体視に対応させたソフトを収録する」というコンセプトから外れるといった理由で収録を断念。本作でも収録作との整合性で『ファンタジーゾーンII』を優先したため通常の収録ができず、前作との連動を取り入れた隠し要素とすることで、ようやく実現した。
Nintendo Switch版
この機種でリリースするために配信シリーズとしてリブートしたSEGA AGESシリーズの1つとして2019年11月28日に配信。上記「セガ3D復刻プロジェクト」系ソフトと移植担当企業が同じであることから、3D映像化がカットされた他は概ね同様のコンセプトの移植で、3DS版に導入された付加価値要素も引き続き実装の他、PS2版のタイムアタックモードが復活した。
3DS版のノウハウを蓄積した事や新規ユーザーがセガの名前を意識しやすかった事、3DSの追加要素を据え置き機で遊ぶ要望が高かった事で選ばれた。
それまでの移植版ではプレイ中の画面にインストカードを表示した場合にその全体を見ることができなかったが、本作ではセガからの要望に応える形で、ゲーム画面を縮小することでインストカード全体を表示するモードが追加された。
開発期間は5月末に『スペースハリアー』の開発が終わった直後に制作し初め、仕様書は『スペースハリアー』と並行して完成した。
追加ボスは『スペースハリアー』のノウハウを得た事や3DS版の隠し要素は知れ渡った為、最初から任意に出現する様になった。
オリジナルでは前線基地や雑魚キャラクターが落としたコインを拾わずに自機が倒れても再開後に拾うことが可能だが、Switch版では再開後に消えているため拾うことができない。
一部のモードを除き、基本的にショップ内のタイマーが無いので落ち着いて買い物ができる。
以下は過去のゲーム機の外観をミニチュアサイズで再現し、そのゲーム機向けのソフトを多数内蔵（プリインストール）した「復刻系ゲーム機」版。
PCエンジン mini収録版
PCエンジンの復刻系ゲーム機・PCエンジン miniに、PCエンジン版が収録された。
完全移植版に加えて開発会社のエムツーによって、不評だったサウンド関連の大幅改修とカラーパレットのグラフィック調整が施され、よりアーケード版に近づけたスペシャルチューニング移植版。『ファンタジーゾーン near Arcade』を隠し収録（メニュー画面で裏コマンドを使い起動する）。
メガドライブ ミニ2収録版
メガドライブには本作は移植されなかったが、セガが2022年10月にリリースする復刻系ゲーム機『メガドライブ ミニ2』に、メガドライブ規格のソフトとして新規移植し、「ボーナスタイトル」と称し目玉のひとつとして収録される。
開発会社のエムツーが新規移植し、メガドライブ ミニ(1)のボーナスタイトルとして収録された『ダライアス』と同様に、個人制作のファンメイド版を起点とし、その制作者と共同開発している。
独自の要素として、オリジナル版よりも易しい難易度を目指してゲームバランスを調整した「スーパーイージーモード」を実装。
なお、メガドライブ ミニ(1)にはサンソフトが開発し、メガドライブ用ソフトとして発売された『スーパーファンタジーゾーン』が収録されていた。

## 開発
前年にコナミ（後のコナミアミューズメント）が稼働させ人気を博した横スクロールシューティング『グラディウス』を超えるゲームを、という目的で企画が行われ、最終的に「2系統（対空・対地）の武器を使い分ける」というシステムは踏襲しつつ、「真っ暗な宇宙空間に機械的な戦闘機」というグラディウスの世界とは対極の、やわらかい曲線と色とりどりのパステルカラーで描かれた、山あり砂漠あり水ありのステージおよび登場キャラクターがデザインされた。プレイヤーが任意の方向へスクロールできるという方式は『ディフェンダー』を意識したものであるという。
基板は新旧2種類のバージョンがあり、それぞれのマイナーチェンジ版も含めると計4種類のバージョンが存在する。新バージョンではラウンド開始時にBGMの曲名が表示される他、ラウンド5のBGM"HOT SNOW"にメロディーラインが追加、ラウンドクリアの音楽が異なる、タイトル画面の演出が変わるなどの変更が加えられている。新バージョンは一部資料にて「USA版」と紹介されているが、日本でも少数ながら出荷されている。

### 音楽
本作の音楽は元々別の人物が手掛ける予定だったが、出来上がった曲が作品にそぐわないとして、川口博史（Hiro）が起用された。川口は当時の状況について、静止画をもとに曲を作るよう指示を出されたと、2020年のインタビューの中で話している。また、川口は同じインタビューの中で、本作に提供した楽曲群の作風について、大野木宜幸の影響が大きいとも話している。
音源はシステム16Aに搭載されているヤマハYM2151（OPM）のみを使用し、ADPCMは使用していない。なお、作曲はヤマハのポータブルキーボードPSR-70を使用して製作された。
最終ボスBGM"YA-DA-YO"には歌詞が存在する。
1997年に発売されたセガサターン版には作曲者みずから編曲したラウンド1のBGMのボーカルバージョンが入っている。

### スタッフ
アーケード版
- ディレクター、メイン・プランナー：石井洋児
- デザイン：近藤正樹
- メイン・プログラマー：片木秀一
- 音楽：川口博史

セガ・マークIII版
- プログラマー：DUNK ASI 12、SEXY BOMB、ASCO3458
- デザイン：MATILDA YOKO、MAYU、CHOKO（川口貴子）、AYA
- 音楽：NOAH TOKU（上保徳彦）
- ディレクター：WARLOCK MUT 241（藤井睦弘）
- スペシャル・サンクス：ICI（石井洋児）、KTG（片木秀一）、KEN、HIRO（川口博史）

ファミリーコンピュータ版
- プログラム：野村雅仁、竹内昭人、S.YAMADA、K.ISHIHARA
- デザイン：すぎうらかずゆき、K.SATOH、岩田義明、駕屋ひろゆき
- サウンド：諸田直久
- スペシャル・サンクス：さだけんじ、小高直樹
- ディレクター：吉田喜春

PCエンジン版
- プロデューサー：なんぶしげのぶ
- ディレクター：多部田俊雄
- アシスタント・ディレクター：松田浩二
- プログラム：清水真佐志(BITS LAB)
- グラフィック・デザイナー：そうただし、多部田俊雄
- リスコアラー：とうゆきひろ
- アシスタント：小座間隆、室星薫
- スペシャル・サンクス：渡辺矩之、福田裕史、あおきたかこ、いけだよしこ、M-ZAKI（宮崎暁）、JARITEN

X68000版
- ディレクター：土田康司
- プログラム：TONBE NAKAGAWA（中川徹）
- 音楽、編曲：磯田健一郎
- ドラムス：さがらまつお
- ブート・グラフィック：G-ROW R-MA（土田康司）、SENOKO

## 評価
1988年に『ドラゴン』#136で同誌のコラム「The Role of Computers」においてハートレイ、パトリシカ、カーク・レッサーによってレビューされ、星5つのうち4つを与えた。
アーケード版
ゲーム誌「ゲーメスト」の企画でゲーメスト大賞の前身にあたる「ゲーメスト・オブ・ザ・イヤー」（1986年）で、編集部選考により銀賞を獲得している。その他に、第1回ゲーメスト大賞では本作の自機であるオパオパがベストキャラクター賞で9位を獲得している。また、1991年に刊行されたゲーメストムック『ザ・ベストゲーム』において、それまでの全アーケードゲーム作品を対象とした読者投票では第18位を獲得、同誌では「幻想的な世界を見事に描いた美しいグラフィック、他の追随を許さない心地よいサウンド、そして何よりも奇抜な敵の攻撃。キャラクターシューティングの最高峰」と評している。
ファミリーコンピュータ版
ゲーム誌『ファミコン通信』のクロスレビューでは合計34点でゴールド殿堂入りを獲得、『ファミリーコンピュータMagazine』の読者投票による「ゲーム通信簿」での評価は以下の通りとなっており、22.56点（満30点）となっている。また、同雑誌1991年5月10日号特別付録の「ファミコンロムカセット オールカタログ」では「パワーアップなどは敵を倒した時に出るお金を集めてショップに入り買うというのがたいへんユニークなシューティングゲームである」と紹介されている。
| 項目 | キャラクタ | 音楽 | 操作性 | 熱中度 | お買得度 | オリジナリティ | 総合  |
| 得点 | 4.13       | 4.02 | 3.53   | 3.85   | 3.48     | 3.55           | 22.56 |
PCエンジン版
ゲーム誌『ファミコン通信』のクロスレビューでは7・8・8・7の合計30点でシルバー殿堂入りを獲得、「PC Engine FAN」の読者投票による「ゲーム通信簿」での評価は以下の通りとなっており、22.47（満30点）点となっている。また、この得点はPCエンジン全ソフトの中で125位（485本中、1993年時点）となっている。
| 項目 | キャラクタ | 音楽 | 操作性 | 熱中度 | お買得度 | オリジナリティ | 総合  |
| 得点 | 4.46       | 3.43 | 3.56   | 3.81   | 3.67     | 3.55           | 22.47 |
セガサターン版
ゲーム誌『セガサターンマガジン』のソフトレビューでは8、8、9の25点（平均点8.33）。レビュアーはSEGA AGESシリーズで初めてオープンに実装されたトレースモードが良く収録されている3モードはなかなか熱くなれ流しプレイでもいい感じで華麗なプレイもこうして復刻されて初めて本当に完全移植といえる出来でバグ技もそのままで処理落ちしないためオリジナル以上かもしれない再現度、本編も派手ではないがカラフルでポップな色使いと絶妙なゲームバランスは今でも十分通用する複雑なSHTが苦手な人はその手のジャンルの走りである本作をこなせば自然と上達するとした他、録り下ろしの歌は賛否両論かもしれないが受け付けないなら聞かなければいいとした。

## 続編・姉妹作
ファンタジーゾーンII オパオパの涙
ファンタジーゾーンGear オパオパJr.の冒険
サンリツ電気より1991年7月19日発売。ゲームギア対応。ゲームシステムを受け継いだオリジナル作品。
スーパーファンタジーゾーン
セガが直接関与していない、本作をアレンジした作品。

## 関連作品
スペースハリアー
ボスキャラクターの原点の共有や、X68000版での隠しラウンドのモチーフなど、本作と関わりの多い作品。
元々“ファンタジーゾーン”というタイトルも、開発中のこの作品につけられていたものであり（本作のタイトルとした方が相応しいという理由で変更された）、ゲーム開始時の音声メッセージ"Welcome to the Fantasy Zone!"にその名残がみられる。
また、続編に当たる『プラネットハリアーズ』では、裏技でオパオパを自機にしてプレイすることができる。それ以前にも、『スペースファンタジーゾーン（未発売作品、後述）』という両者を融合させたゲームも製作されたことがある。
オパオパ
セガより発売。2人同時プレイ可能なドットイートアクション、2Pキャラの名前は「ウパウパ」。1987年、アーケード版とマークIII版がほぼ同時期に発売。日本国外でのタイトルは "FANTASY ZONE THE MAZE"。ストーリーは本作の前日談に当り、オパオパとウパウパがファンタジーゾーンに向かう前の訓練に励んでいた時代となっている。
ギャラクティックプロテクター
セガより1988年に発売のマークIIIオリジナルの固定画面シューティング。パドルコントローラ使用。
ファンタジーゾーン（メダルゲーム）
本作をモチーフにした同名のメダルゲーム。1999年に稼動開始。トリガーを引いてメダルを射出し、指定箇所に放り込むことで、液晶画面内のオパオパが敵を倒すなどの演出がなされる。
また、トリガーと別にレバーがあり、ボスを倒した際は、液晶画面内のオパオパをレバーで操作し、散らばったコインを回収した分、メダルを得ることができる。
メダルdeファンタジーゾーン
2012年2月より稼動のキッズマスメダルゲーム。開発はセガ・ロジステックサービス。筺体の大部分は同社のキッズメダルゲーム『キッズ屋台村』シリーズと同じものを採用。本作をモチーフにした4人同時プレイ可能な子供向けメダルゲームで、シューティング感覚でプレイができ、基本的に敵を一体倒すことで貰えるメダルピースを集めることでメダルの払い戻しを行う。1グループをまとめて倒すことによりコンボ達成となり、コンボスロットが回ってメダルやメダルピース、アイテム風船（原作の「ショップ」を再現したもの）などが貰える（連続して発生させることも可能で、その都度貰えるアイテムの価値も上がる）。敵基地を破壊することでボス戦に突入する仕組みも再現されており、本作では一定の敵を倒すか一定時間経つと現われる基地を、画面に表示されているノルマ数破壊することでボスに会える。ボス戦ではオパオパが砲台から離れて自由に移動できるようになる。3体のボスを倒すごとにボーナススロットを回すことが可能で、当選役はメダルやアイテム、一定時間敵が無尽蔵に大量発生する「FEVERモード」、原作のボスとの連戦を再現した「ボスラッシュ」など様々。このボスラッシュ中にはセガ・マークIII版に登場した「ウルトラスーパービッグマキシムグレートストロングトット」も再登場している。
なお、本作では一部を除いて、敵を倒したりコンボを達成した際に発生するメダル獲得の際に、自機が自陣内に落とされたメダルマークを回収する必要があるが、これは原作の「敵を倒した際に落とすコインを拾い集める」動作を再現したもの。
LSIゲーム
2009年8月27日発売。全4ラウンドで、ボスキャラクターは他のキャラクターの組み合わせで再現している。
ゲームブック
ファミリーコンピュータ版発売の際、『ファミコン冒険ゲームブック』のラインナップとして刊行された。ストーリーはゲーム版と異なり、惑星プラリーフ（本作ラウンド1の舞台）に暮らす少年少女の冒険物語となっており、オパオパは主人公の少年の親友として登場する。執筆は塩田信之。
- ファンタジーゾーン 異星からの侵略者 - 1987年10月初版 ISBN 4575760455
- ファンタジーゾーン2 異星への旅立ち - 1989年2月初版 ISBN 4575760943

サウンドトラック
- 「セガ・ゲームミュージック Vol.2」 - セガの他のゲーム作品と併録。ラウンド5のBGMはUSA版を収録。
- 「ウルトラスーパービッグマキシムグレートストロングコンプリートアルバム」 - 他機種版や続編・姉妹作、関連作品などのBGMも併録した全4枚組のアルバム。
- 「ファンタジーゾーン オリジナルサウンドトラック Vol.1-3」 - 上記「コンプリートアルバム」から、他機種版などを含む本作のBGMのみを選出し、3DS版移植時の新規追加曲を追録。2014年3月26日、iTunes StoreおよびAmazon MP3配信。
- 「セガ・システム16・コンプリートサウンドトラック Vol.1」  - 他のセガ・システム16の作品との併録。

赤い光弾ジリオン
タツノコプロダクションの1987年のアニメ作品。オパオパとウパウパがマスコットキャラクターとして登場。また同アニメのマークIII用のゲーム版にも、パワーアップアイテムとして登場する。
外部出演など
- フラッシュポイント - 画面脇のウィンドウにオパオパが登場。また背景も『ファンタジーゾーン』のステージになっている。
- アレックスキッド ザ・ロストスターズ - ステージ中にオパオパ型のカプセルにアイテムが入っている場所がある。
- キネティックコネクション - 出題されるパズル画面の1つにオパオパが登場。
- ファンタシースターオンライン - 装備品「マグ」のバリエーションの中にオパオパが登場。特定条件で、アイテムの付与によりオパオパを作成できる。また、続編の『ファンタシースターユニバース』にも、武器としてオパオパが入手可能。
- バーチャファイター4 - 登場キャラクターが装備するアイテムや、チームのエンブレムとしてオパオパが登場する。
- プロ野球 グレイテストナイン'97 - セガのオリジナルチームに、オパオパが選手として登場する。
- セガ スプラッシュ!ゴルフ - キャディとしてオパオパが登場する他、本作をモチーフとしたコースや、キャラクターの形をしたドライバーも登場。
- ソニック&セガ オールスターズ レーシング - プレイヤーキャラクターとしてオパオパが使用可能。パワーアップ時にSHOP風船からアイテムを購入する演出がある。
- ソニック スーパースターズ - 本作をオマージュしたステージがあり、ラウンド1のボス・スタンパロンをモチーフにした中ボスとラウンド2のボス・ボランダをモチーフにしたボスが登場する。
- PROJECT X ZONEシリーズ - 「うらら」の攻撃の中でオパオパが登場。
- ダライアスバースト クロニクルセイバーズ - ダウンロードコンテンツでオパオパがプレイヤーキャラクターとして使用可能。敵破壊時にコインが出現するようなり、それを消費してパーツを購入しパワーアップする（パーツの値上がりも再現）。
- パワードリフト - 『セガ3D復刻アーカイブス2』移植版の隠し要素として、ラウンド1の前線基地・ドラリンフラーがドライバーとして使用可能。その際BGMも本作のメドレーに変化する。
- セガ・ハード・ガールズ - キャラクターの1人「セガ・マークIII」のイラストにオパオパが描かれている。
- バーチャストライカー4 - 応援歌として"OPA-OPA!"を収録。
- ホットロッド - パーツショップの音楽に、本作のショップのBGMが使用されている。
- ターボアウトラン - パーツチューニング画面の音楽に、本作のショップのBGMが使用されている。
- スーパーハングオン - メガドライブ版オリジナルモードでパーツショップの音楽に、本作のショップのBGMが使用されている。
- セガガガ - ハッタリ技の一つとして16tが登場する
- GPライダー - ゲームギア版の自車セレクトの音楽に、本作のショップのBGMが使用されている。
- GAME MUSIC TRIANGLE - 2014年に、セガ・バンダイナムコゲームス・タイトー 3社のコラボレーション企画の一環として、hiro.自身のアレンジによる"OPA-OPA! -GMT Remix-"を、『maimai GreeN PLUS』『グルーヴコースター』『太鼓の達人』に同時収録。
- ダライアスR - ゲーム中に、本作の最終ボスのテーマ（YA-DA-YO）と全く同じ曲が流れる。
- ベヨネッタ - ゲーム中に登場する人工衛星が、ラウンド1のボス・スタンパロンをモチーフにデザインされており、衛星内に"SYSTEM16"（ファンタジーゾーンのシステム基板名）と書かれた場所もある。

スペースファンタジーゾーン（未発売作品）
NECアベニューよりSUPER CD-ROM2で発売される予定だった作品。雑誌などで製作が発表されてから4年間も発売未定が続き、結局作品としてはほぼ完成していながら未発売となった。
内容はスペースハリアーをファンタジーゾーンのキャラクターに置き換えたもので、買い物システムも搭載していた。